# David Poe senior

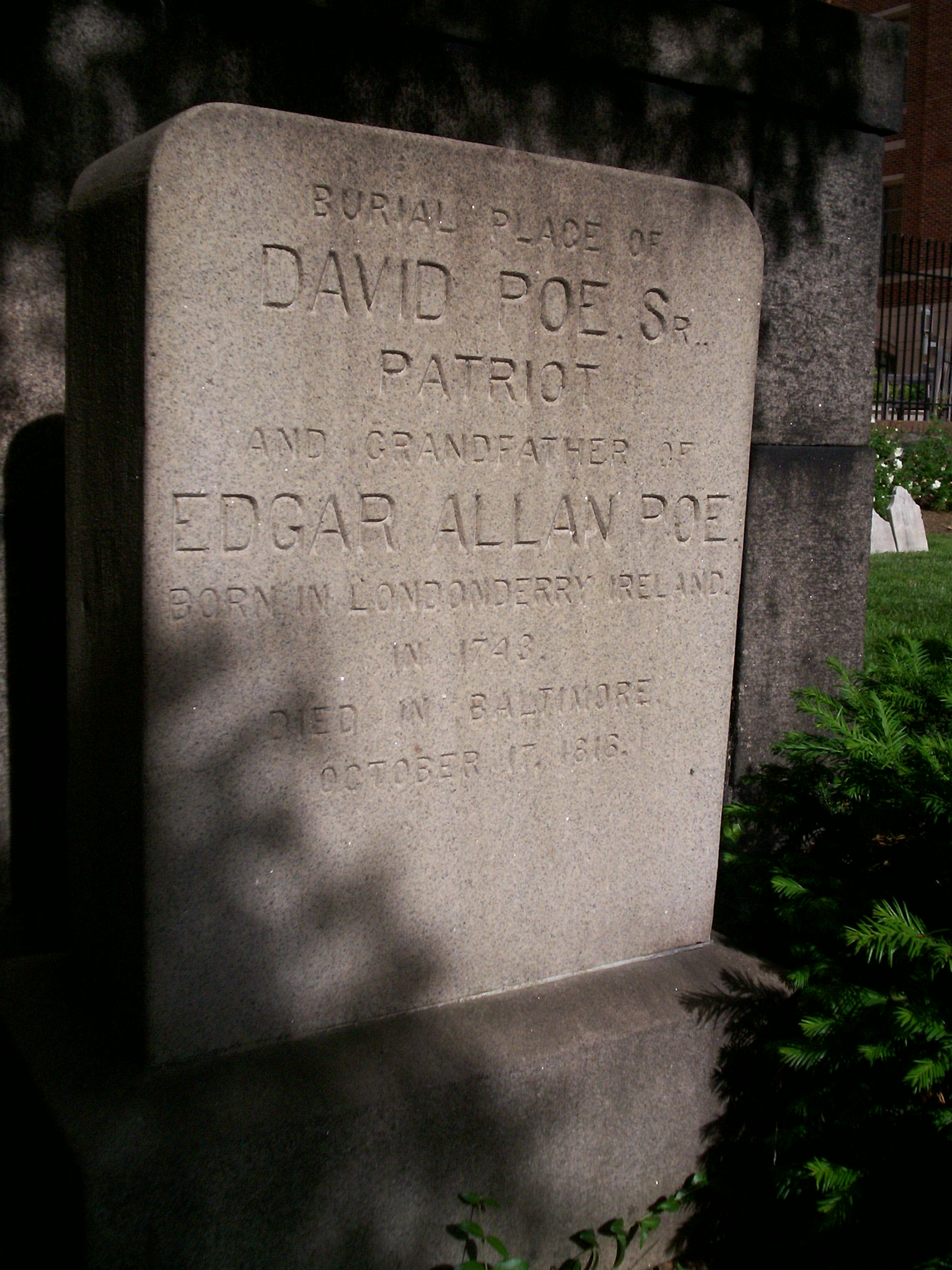
Grabstein

David Poe (* 1743 in Irland; † 17. Oktober 1816 in Baltimore, Maryland) war ein amerikanischer Unternehmer und Offizier.
Im Amerikanischen Unabhängigkeitskrieg diente er als stellvertretender Generalquartiermeister von Baltimore und spendete, obwohl er selbst nicht viel Geld besaß, 40.000 Dollar zur Unterstützung der Truppe.
Er erfuhr große Wertschätzung und wurde als General angeredet. Zu seinen Bekannten zählte der französische General Lafayette, der die amerikanischen Truppen im Unabhängigkeitskrieg unterstützte.
Er war der Vater von David Poe, Jr. und Großvater von Edgar Allan Poe und Henry Poe, den er nach dem Tod seiner Mutter aufzog.